# Felix Michael Haurowitz
Felix Michael Haurowitz (1.3.1896 tại Praha; †2. 12.1987 tại Bloomington, Indiana, Hoa Kỳ) là nhà hóa sinh người Mỹ gốc người Séc.

## Cuộc đời và Sự nghiệp
Haurowitz sinh ngày 1.3.1896 tại Praha, thủ phủ của Bohemia, thời đó là một tỉnh thuộc Đế quốc Áo Hung. Năm 1915 ông thi hành nghĩa vụ quân sự trong quân đội Áo Hung và được gửi ra mặt trận trong kỳ Thế chiến thứ nhất. Tại đây ông bắt đầu quan tâm thiết tha tới Hóa học do đọc các sách giáo khoa của cha mẹ ông gửi tới. Sau đó ông được chính phủ Áo cho nghỉ phép 1 năm để theo học Y khoa. Ông tốt nghiệp năm 1922 và đậu bằng tiến sĩ khoa học năm 1923.
Năm 1925 ông được bổ nhiệm làm giáo sư phụ tá tại "Đại học Đức ở Praha". Hơn 5 năm làm việc với nhiều nhà hóa sinh quan trọng, ông đã nghiên cứu hemoglobin và những chất dẫn xuất của nó. Ông bắt đầu nghiên cứu một loạt "Progress in Biochemistry" (Tiến triển trong Hóa sinh), và bắt đầu từ năm 1930 ông đã chọn môn "Hóa học miễn dịch" (immunochemistry) làm lãnh vực nghiên cứu chính của mình. Ông có những công trình nghiên cứu quan trọng về Hóa sinh học cơ bản của protein và hệ miễn dịch. Năm 1930, cùng với Anton Breinl ông đã triển khai lý thuyết về sự hình thành kháng thể. Từ năm 1930 Haurowitz làm giáo sư Hóa sinh học ở Đại học Karlova tại Praha.
Khi Đức Quốc xã xâm lăng, ông buộc phải rời Praha năm 1939 sang Thổ Nhĩ Kỳ làm trưởng phân khoa Hóa sinh học ở "Trường Y học" của Đại học Istanbul. Sau đó ông sang Hoa Kỳ năm 1948 và được bổ nhiệm chức giáo sư Hóa học ở Đại học Indiana tại Bloomington, và năm 1958 ông được nhận tước hiệu giáo sư lỗi lạc.
Trong suốt sự nghiệp của mình, Haurowitz đã được giới khoa học công nhận công trình nghiên cứu các kháng thể của ông và nhận được nhiều vinh dự.

## Đời tư
Năm 1925 ông kết hôn với Regina Perutz, chị em họ của Max Perutz.

## Giải thưởng và Vinh dự
- Viện sĩ Viện hàn lâm Khoa học Leopoldina Đức (1956)
- Giải Paul Ehrlich và Ludwig Darmstaedter (1960)
- Viện sĩ Viện hàn lâm Khoa học và Nghệ thuật Hoa Kỳ
- Viện sĩ Viện hàn lâm Khoa học quốc gia Hoa Kỳ
- Tiến sĩ Y khoa danh dự Đại học Istanbul (Thổ Nhĩ Kỳ)

## Tác phẩm chính
- Biochemie des Menschen und der Tiere (1925)
- Fortschritte der Biochemie (1932)
- Chemistry and Biology of Proteins (1949)
- Immunochemistry and the Biosynthesis of Antibodies (1950)
- Biochemistry: an Introductory Textbook. New York: J. Wiley & Sons, Inc., 1955.